# Liam Highfield
Liam Highfield (Swindon, 1º dicembre 1990) è un giocatore di snooker inglese.

## Carriera
Dopo aver vinto due eventi PIOS su quattro finali disputate, Liam Highield diventa professionista nel 2010. Il suo inizio di carriera non è dei migliori: l'inglese non riesce infatti a qualificarsi per nessun evento per le prime tre stagioni, esordendo solo al Wuxi Classic 2013, dove perde al primo turno contro Mark Williams. All'English Open 2016 Highfield batte al secondo turno il numero 1 del mondo Mark Selby, per 4-3 al frame decisivo, venendo poi eliminato da Ryan Day nel turno successivo.

### Stagione 2017-2018
Highfield ottiene buoni piazzamenti nella stagione 2017-2018, arrivando al terzo turno all'English Open, al quarto nello UK Championship e al Paul Hunter Classic, raggiungendo come miglior risultato i quarti dell'Indian Open, dove viene sconfitto dal futuro vincitore del torneo John Higgins per 4-0. Per la prima volta riesce anche a prendere parte al Campionato mondiale, dove viene battuto al primo turno da Mark Allen 10-5.

## Ranking[6]
| Stagione  | Ranking iniziale | Ranking finale |
| --------- | ---------------- | -------------- |
| 2010-2011 | Non classificato | 68             |
| 2011-2012 | 68               | 66             |
| 2012-2013 | Non classificato | 76             |
| 2013-2014 | 75               | 77             |
| 2014-2015 | Non classificato | 74             |
| 2015-2016 | 67               | 67             |
| 2016-2017 | Non classificato | 80             |
| 2017-2018 | 68               | 60             |
| 2018-2019 | 60               | 61             |
| 2019-2020 | 61               | 63             |
| 2020-2021 | 63               |                |